# Achyrocline luisiana
Achyrocline luisiana là một loài thực vật có hoa trong họ Cúc. Loài này được Deble mô tả khoa học đầu tiên năm 2005.